# Историја Митрополије дабробосанске
Историја Митрополије дабробосанске обухвата историју Српске православне митрополије дабробосанске, од њеног оснивања до савременог доба. Претеча данашње митрополије била је стара Дабарска епархија са сједиштем у манастиру Бањи код Прибоја на Лиму у средњовековној српској области званој Дабар. Током историје, епархијско подручје се постепено ширило према западу, обухватајући средњу Босну и целокупан простор између Врбаса и Уне. Највећи просторни опсег досегнут је током 16. и 17. вијека, када је епархија према западу обухватала и сва погранична подручја (Книнска Крајина, Лика и Крбава, Кордун и Банија) која су у то вријеме припадала пространом Босанском пашалуку. Епархијско подручје се касније сужавало, а највећа промјена се догодила 1900. године, када је изузета Босанска Крајина, ради стварања нове Бањалучко-бихаћке епархије. Од тог времена, Дабробосанска митрополија обухвата област од средње Босне до горњег Подриња.

## Старија историја
Српска православна митрополија дабробосанска настала је из старе светосавске Дабарске епископије, која је установљена 1219. године, са седиштем у манастиру Бањи, код Прибоја. Не може се поуздано утврдити када је стара Дабарска епархија уздигнута на степен митрополије, али претпоставља се да је то учињено већ 1346. године, приликом проглашења проглашена Српске патријаршије, а можда и нешто касније.
Падом српских земаља под турску власт у 15. вијеку, почело је и ширење јурисдикције Охридске архиепископије на епархије Пећке патријаршије. Покушаји смедеревског митрополита Павла, тридесетих година 16. вијека, да обнови Пећку патријаршију завршили су се неуспјехом. Његов рад је осуђен на Архијерејском сабору 1532. године. Сабору је председавао охридски архиепископ Прохор, а у раду сабора учествовао је босански митрополит Марко. Иако пропао, покушај смедеревског митрополита Павла био је од великог значаја. Турцима је јасно стављено до знања да се српско свештенство не мири са губљењем црквене самосталности. С друге стране, при Порти се дошло до увјерења да би успостављање нормалног стања у Пећкој патријаршији утицало на мирољубив став српског народа према турским властима, што би користило учвршћивању власти и даљим освајањима. У таквим околностима 1557. године, дошло је до обнављања Пећке патријаршије. За првог патријарха изабран је Макарије Соколовић (1557—1571). из околине Рудог.
Јурисдикција обновљене Пећке патријаршије простирала се на све српске земље под Турцима. Скоро цијели српски народ дошао је тада под власт Пећке патријаршије. Успостављајући редовно стање у Патријаршији, патријарх Макарије је извео нову организацију Цркве. Босна и Далмација, осим зворничке области, гдје је постојала епископија, дошле су под духовну власт дабарског, односно дабробосанског митрополита. Никодим Милаш пише да за „далматинске Србе није постављен засебан епископ, него да су они подређени били дабробосанском митрополиту, који је у то доба имао своје сједиште у манастиру Рмњу, и који је вршио над далматинском црквом власт као егзарх пећког српског патријарха”. Митрополит је имао свог замјеника у Далмацији у лицу игумана манастира Крке.

## У саставу друге Српске патријаршије (1557—1766)
Први дабарски архијереј послије обнављања Пећке патријаршије био је Варлам (око 1557). Столовао је у манастиру Бањи. Око 1573. помиње се дабробосански митрополит Симеон, за кога се зна захваљујући једном његовом писму на коме се потписао као „митрополит дабробосански, зворнички, клишки и цијеле Далмације”. Двије године касније помиње се митрополит Јосиф, који је умро 15. маја 1575. године у манастиру Бањи. Његов насљедник Гаврило Аврамовић (1575—1588), преноси епископску столицу из манастира Бање у западну Босну, у манастир Рмањ, на тромеђи Босне, Лике и Далмације. Он је 1578, као егзарх пећког патријарха за Далмацију поставио новог игумана манастира Крке. Митрополит Гаврило је заједно са монасима напустио манастир Рмањ и побјегао у тадашњу хабзбуршку Хрватску. Када је то било, не зна се тачно. Послије митрополита Гаврила помиње се митрополит Петроније (1578—1589), који је управљао Дабробосанском епархијом из манастира Бање. И послије њега много митрополита ће сједити у манастиру Бањи. Митрополит Аксентије је управљао Дабробосанском епархијом од 1589. до 1601. године. Из сачуваних записа о њему види се да је био књигољубац и приложник манастира. За митрополита Теодора дознајемо из једног записа на књизи коју је писао монах Данило у манастиру Липље. Име овог митрополита се помиње и у запису на панегирику у манастиру Беочину. Био је дабробосански митрополит од 1601. до 1619. године. Године 1620. у запису на кивоту манастира Ораховице помиње се митрополит дабарски Макарије. Није познато колико је дуго био на катедри дабробосанских митрополита. Послије митрополита Макарија у неколико записа помиње се босански митрополит Исаија, који је највјероватније био митрополит од 1627. до 1635. године. Ко је наследио митрополита Исаију не зна се. Манојло Грбић у књизи „Карловачко владичанство“, књ. I, помиње босанског митрополита Гаврила (Предојевића), који је 1638. са ђаконом Савом Станисављевићем прешао из манастира Рмња у Хрватску и настанио се у манастиру Марчи. Из поменутог дела епископа шумадијског Саве дознајемо за митрополита босанског Исаију II (1640—1655). Затим слиједе: Лонгин (1656—1666), Христофор (1666—1681), Атанасије Љубојевић (1681—1688), Висарион II (1690—1708). Митрополит Висарион је послије Велике сеобе Срба 1693. пренио сједиште епархије у Сарајево. У Сарајеву су столовали: Исаија III (1708—1709), Мојсије Петровић (1709—1713), Мелентије Умиљеновић (1713—1740), Гаврило Михић Михаиловић (1741—1752), Пајсије Лазаревић (1752—1759), Василије Јовановић-Бркић (1760—1763), Дионисије (1763) и Серафим (1766—1767).

## У саставу Цариградске патријаршије (1766—1920)
Дуго се мислило да је Дионисије био посљедњи Србин митрополит дабробосански прије доласка Грка (фанариота). Сматрало се да је први Грк на катедри дабробосанских митрополита био митрополит Серафим, са још неколико грчких архијереја, потписник молбе упућене пећком патријарху Калинику II, да се Пећка патријаршија угаси и потчини Цариградској. Међутим, Светозар Душанић је доказивао да је митрополит Серафим био Србин и да је устоличен прије септембра 1766. године. Према томе, митрополит Серафим је био посљедњи Србин дабробосански митрополит, а митрополит Данило, његов насљедник, и први Грк на том положају.
Митрополит Данило се помиње као дабробосански митрополит 1769. године. Није познато колико се дуго задржао на овој катедри. Послије митрополита Данила помиње се митрополит Кирило, који је добио од султана берат 24. маја 1776. године. У овом берату су уписана мјеста која су улазила у састав Дабробосанске митрополије. То су: Високо, Травник, Јајце, Језеро, Лијевно, Гламоч, Вакуф, Стари Мајдан, Маглај, Сребреница, Вишеград, Нова Варош „са свима селима и међама”. Митрополит Кирило је добровољно уступио мјесто своме насљеднику Пајсију, коме је берат издат 29. марта 1780. године. У берату за митрополита Пајсија пише да је вриједан, да добро познаје вјерске обреде и народне обичаје, да је вјешт да чува рају и обавља њене послове и да је изабран од патријарха са епископским збором. Њему се приписују заслуге за оправку сарајевске цркве настрадале у пожару. Митрополита Пајсија је наследио Калиник коме је издат берат 13. новембра 1802. године. У његово вријеме је избио Први српски устанак, који је имао великог одјека и међу Србима у Босни. Из једног фермана упућеног сарајевском кадији, 5. фебруара 1808, дознајемо да је митрополит Калиник био у Цариграду ради неких послова и да му је, на молбу патријарха и Светог синода, за насљедника одређен зворнички митрополит Евгеније. Како су подаци о овоме архијереју оскудни, може бити да је он замјењивао митрополита Калиника само за вријеме његовог боравка у Цариграду.
У вријеме митрополита Калиника у Босни се појавио Венедикт Краљевић, који је скупљао милостињу за синајске калуђере. Краљевићу је пошло за руком да поткупи секретара митрополита Калиника, који је фалсификовао патријархову грамату издату за посвећење у епископско достојанство протосинђела Антима. У грамати је избрисано име протосинђела Антима и унијето име Венедикта Краљевића. Послије тога митрополит Калиник са митрополитима призренским и херцеговачким је 1806. хиротонисао Краљевића, давши му титулу епископа кратовског. Митрополит Калиник је уступио управу дабробосанске митрополије Краљевићу за 4.500 гроша и повукао се у Цариград. Међутим, Краљевић није дуго остао у Босни. Пошто је радио на подизању устанка, побјегао је из Босне у Славонију.
Од Краљевићевог напуштања Босне па до 1816, катедра дабробосанских митрополита је била упражњена. Исте године 25. октобра султан је издао берат новом митрополиту Венијамину. Управљао је митрополијом до смрти оставивши лијепу успомену о себи. По мишљењу једног броја историчара, митрополит Венијамин је умро 1834. године. Међутим, из једне листине цариградског патријарха, издате маја мјесеца 1835, видимо да је митрополит Венијамин био још у животу. Вјероватно је умро 1835. године. Према томе, берат новом сарајевском митрополиту Амвросију није, како се тврдило, могао бити издат 10. октобра 1834, већ послије маја 1835. године.
Митрополит Амвросије рођен је 1791. у Еносу, Румелија. На катедри дабробосанских митрополита био је од 1835. до 1841. године. Остао је у успомени као добар епископ, чувао је паству и штитио је од насиља. Због тога је дошао у сукоб са турским властима, па је уклоњен са митрополитског трона. На његово мјесто Цариградска патријаршија поставила је 1841. дотадашњег митрополита самоковског Игњатија. Посљедњи помен о митрополиту Игњатију датира из 1851, када је за игумана манастира Гомионице поставио јеромонаха Дионисија. Наследио га је Прокопије. Био је пет година на катедри дабробосанских митрополита — од 1851. до 1856. године. Због сукоба са Сарајевском црквеном општином око проширења цркве, Цариградска патријаршија га је повукла. За новог митрополита је постављен Дионисије (1856—1860). Остао је у лијепој успомени по напорима на просветном и културном уздизању своје пастве.
Први помен о Дионисијевом наследнику Игњатију II је из новембра 1860. године. Он се те године потписао, са осталим архијерејима Светог синода у Цариграду, на посланици патријарха Јоакима II упућеној вјернима Дабарске епархије, у којој се од њих захтијева да подигну своме митрополиту Генадију двор, како би му омогућили да стално борави међу њима. За име митрополита Игњатија II везано је отварање Бањалучке богословије 1866. године. За издржавање школе дао је велики прилог у износу од 1.000 цесарских дуката. Умро је 1868. у Бањој Луци.
Послије смрти митрополита Игњатија II за митрополита дабробосанског је постављен митрополит зворничко-тузлански Дионисије II (Илијевић) 1868—1871. године. Због неспоразума са Сарајевском црквеном општином уклоњен је са свога положаја. По жељи епархиота Зворничко-тузланске епархије поново се вратио у Тузлу. После премјештања митрополита Дионисија у Тузлу, Цариградска патријаршија је за митрополита дабробосанског поставила дотадашњег митрополита зворничко-тузланског Пајсија. На епархији је остао двије године. Умро је 1874. године.
Посљедњи митрополит Грк у Сарајеву био је Антим (1874—1880). У његово вријеме, одлуком Берлинског конгреса (1878), Аустроугарска је окупирала Босну и Херцеговину. Тако је ова територија добила свог новог господара — умјесто Османлија, долазе Аустроугари. Иако је дошло до промјене господара, Босна и Херцеговина је и даље остала под јурисдикцијом Цариградске патријаршије. На основу конвенције склопљене између Аустроугарске монархије и Цариградске патријаршије 1880, митрополит Антим је уступио своје мјесто Сави Косановићу, првом Србину митрополиту дабробосанском, након више од сто година грчког вођства Митрополијом.
Митрополит Сава Косановић је управљао Дабробосанском митрополијом од 1881. до 1885, када је под притиском власти поднио оставку. За његовог насљедника је изабран Георгије Николајевић (1885—1896). Иако је изабран за митрополита у поодмаклим годинама, био је веома активан. Остао је упамћен као велики народни добротвор. Послије смрти митрополита Георгија за дабробосанског митрополита је изабран дотадашњи митрополит зворничко-тузлански Николај Мандић (1896—1907). За вријеме митрополита Мандића дошло је до промјене границе дабробосанске митрополије. Села Коњичког котара издвојена су од Дабробосанске митрополије и припојена Захумско-херцеговачкој митрополији, а од Захумско-херцеговачке је одузето Рудо са околином и припојено Дабробосанској митрополији. На молбу митрополита Мандића, цариградски патријарх Константин са Светим синодом 1899. године од дијелова Дабробосанске митрополије основао је четврту митрополију у Босни и Херцеговини — Бањалучко-бихаћку. Мандић је умро у 67. години. За његовог насљедника је изабран бањалучко-бихаћки митрополит Евгеније Летица (1908—1920). На трону сарајевских митрополита био је у вријеме Првог свјетског рата, у коме је Српска црква много пострадала. Повукао се у мировину 4. августа 1920. године.

## У саставу обновљене Српске патријаршије
Исте године (1920) успостављена је Српска патријаршија, а за дабробосанског митрополита је изабран митрополит захумско-херцеговачки Петар Зимоњић (1920—1941). За његово вријеме изведена је организација и уједначавање законодавства Српске православне цркве. Закон о Српској православној цркви донијет је 1929, а Црквени устав 1931. године. Новим Уставом извршена је нова арондација епархија. Од Дабробосанске епархије издвојени су ливањски и гламочки срез и припојени Далматинској, а јајачки и мркоњићградски припојени су Бањалучкој епархији. Дабробосанска епархија је добила од Захумско-херцеговачке фочански и чајнички срез; од Рашко-призренске прибојски, нововарошки и милешевски; и од Пећке пљеваљски срез.
Од доношења новог Устава није прошло ни десет година, а дошла је несрећна 1941. и Други свјетски рат. Епархије Српске православне цркве у Босни и Херцеговини су се нашле у Независној Држави Хрватској. Одмах по преузимању власти усташе су почеле беспримјерну хајку на Србе. У овом времену нечувених страдања убијен је 1941. митрополит Петар. Из дабробосанске епархије убијено је у току рата 27 свештеника. До новог устоличења, дабробосанском епархијом је администрирао епископ зворничко-тузлански Нектарије Круљ.
Након рата, од Дабробосанске епархије су 1947. године издвојени срезови: пљеваљски, нововарошки, прибојски и пријепољски и припојени новооснованој Будимљанско-полимској епархији. Епархија је коначно попуњена 1951. године. За митрополита је изабран Нектарије Круљ (1951—1966). Пет година по његовом избору укинута је Будимљанско-полимска епархија, а срезови: пљеваљски, нововарошки, прибојски и пријепољски враћени су Дабробосанској епархији. Митрополит Нектарије је умро 1966. године. За новог митрополита је изабран епископ захумско-херцеговачки Владислав Митровић (1967—1992). Пензионисан је 1992. због болести. Исте године Свети архијерејски сабор је обновио Будимљанско-полимску епархију под називом Епархија милешевска. У састав епархије ушли су дијелови Епархије дабробосанске, који су од 1947. до 1956. припадали Будимљанско-полимској епархији. На истом Сабору за дабробосанског митрополита изабран је епископ далматински Николај Мрђа.
У посљедњем рату од 1991. до 1995, Дабробосанска митрополија је много пострадала. Порушено је 23, а оштећено 13 храмова. Срушено је 11 парохијских домова и осталих црквених здања, док су три парохијска дома оштећена. Због ратних дејстава митрополит Николај је привремено пренио сједиште епархије из Сарајева у Соколац.